# Gelis utahensis
Gelis utahensis är en stekelart som först beskrevs av Hugh Edwin Strickland 1912.  Gelis utahensis ingår i släktet Gelis och familjen brokparasitsteklar. Inga underarter finns listade i Catalogue of Life.